# Église Saint-François-de-Sales de Bozel
L'église Saint-François-de-Sales est une église catholique située en France sur la commune de Bozel dans le département de la Savoie en région Auvergne-Rhône-Alpes.
Dédiée à saint François de Sales, évêque de Genève au tout début du XVIIe siècle, elle appartient aux églises de style baroque savoyard.

## Histoire
La paroisse de Bozel remonterait très probablement au Ve siècle. L'église de Bozellis relève de l'évêque de Tarentaise avant d'être donné par Pierre II au chapitre en 1143. 
L'ancienne église semble avoir été dédiée à l'Assomption.

### Reconstruction d'un édifice (XVIIIesiècle)
En 1666 et 1669, le torrent Bonrieu qui traverse le village déborde et causant des dégâts à l'ancienne église.
L'église actuelle a été reconstruite en 1735, sur l'emplacement de l'ancienne église. La commande pour un nouvel édifice débute au début au tout début du XVIIIe siècle, avec des plans et devis passés à des maîtres maçons de Pussy, voire plus probablement de la Valsesia.
L'église est consacrée par l'archevêque Claude-Humbert de Rolland, le 4 août 1755.

### Période révolutionnaire (XVIIIesiècle)
La presque totalité du mobilier de l'église est détruite sous la Révolution française.
En 1794, durant la période de la Révolution française, le représentant du peuple en mission dans le département du Mont-Blanc en 1794 ordonne par décret que le clocher à double bulbe du XVIIIe siècle soit découronné. Ce clocher est reconstruit en 1824 sur une base similaire à son plan d'origine, il s'élève à plus de 40 mètres.
Entre 1794 et 1800, l'église sert d'entrepôt pour le salpêtre nécessaire à la fabrication des poudres à canon.

### Restauration de l'édifice (XIXesiècle)
Une nouvelle restauration de l'église débute après le concordat de 1801, mais ce n'est que vers 1830 que l'église retrouve l'ensemble de son mobilier (autel, retable, etc.).
En 1840, le retable du maître-autel est construit par Pédrino, sculpteur, au prix de 3 200 francs. Le tableau de l'autel, peint à Milan par le peintre Giovanni Arienta représente la guérison d'un enfant et la scène de La Transfiguration de Raphaël (selon saint Marc, 9,1-29) (Reproduction d'un tableau de Raphaël). De chaque côté du tableau se trouvent à gauche saint François de Salles, patron de la paroisse, et à droite sainte Agathe.
À l'intérieur, la chaire avec sculptures représentant les quatre évangélistes et le Bon Pasteur a été exécutée en 1856 par le sculpteur Duithe, de Beaufort, au prix de 420 francs.
En 1876, avec l'accroissement de la population, l'église est de nouveau agrandie avec le déplacement de la façade. Cette modification permet la construction de l'actuelle tribune, plus grande que l'ancienne, qui est alors réservée aux membres masculins de la confrérie du Très-Saint-Sacrement. Les hommes de plus de vingt cinq ans qui n'en sont pas membres occupent alors la nouvelle travée du fond de l'église.
En 1877 sont placées sur la façade de l'église les statues en terre cuite d'Élie (à gauche) et de Moïse (à droite), ainsi que celle du Sacré-Cœur de 2 mètres de hauteur et pesant 600 kg. La porte est caractéristique du baroque en Tarentaise, avec son fronton interrompu encadrant une niche abritant la statue de saint Pierre. Des pilastres latéraux ainsi qu'un décor peint sur la partie supérieure complétaient la décoration jusqu'au début du XXe siècle.
La totalité de la couverture de la flèche à deux bulbes est entièrement refaite en 1978.
Le clocher possède quatre cloches achetées aux établissements Paccard d'Annecy. Les deux plus grosses en 1820, et les deux autres en 1927.

## Description
L'église est orientée régulièrement. L'architecture appartient au courant baroque savoyard.
Le plan de l'église correspond à une nef et quatre travées, à collatéraux. La première travée a été ajoutée en 1876,.
Le chœur possède un plan « sensiblement carré ».

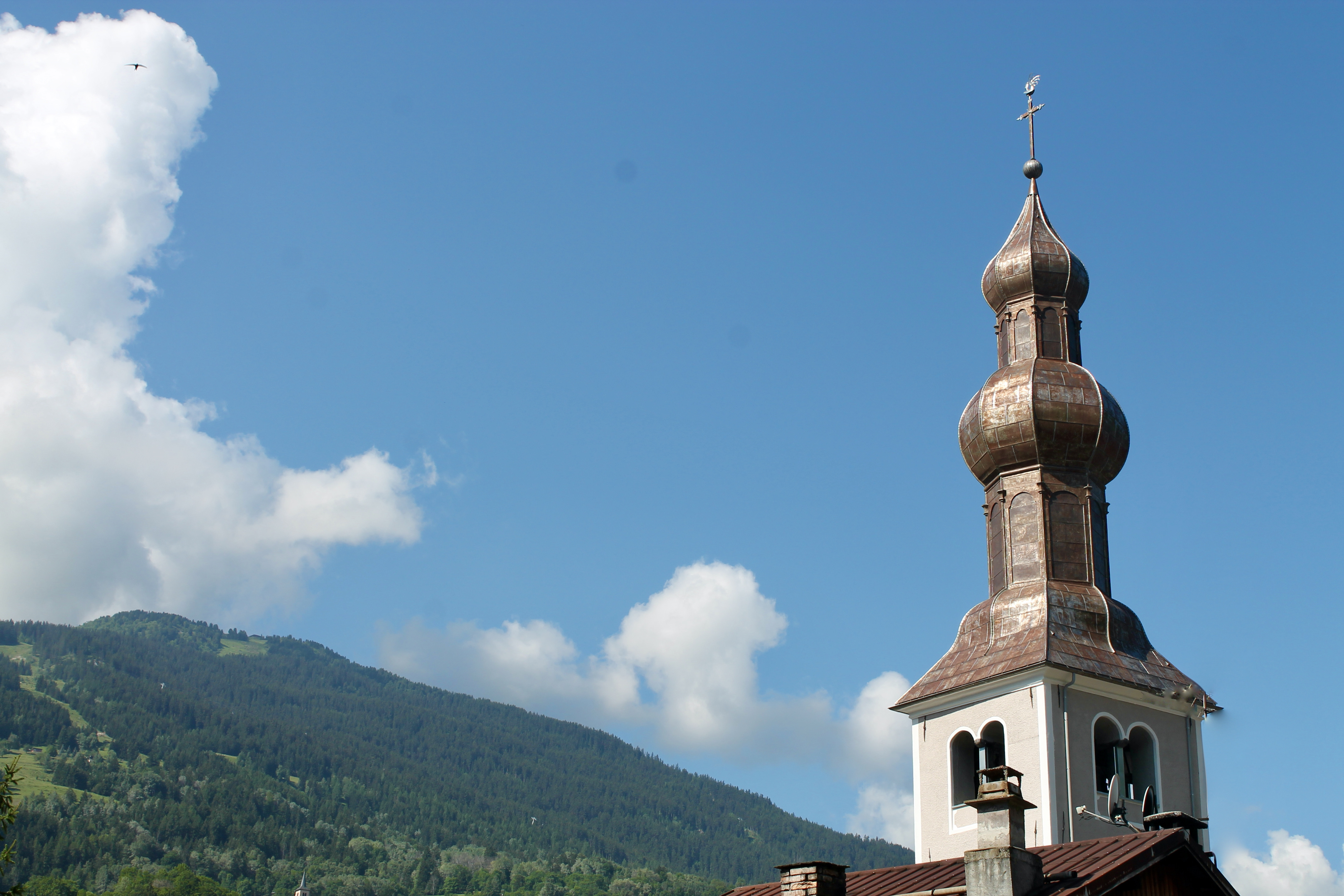
Clocher avec une flèche à double bulbe.
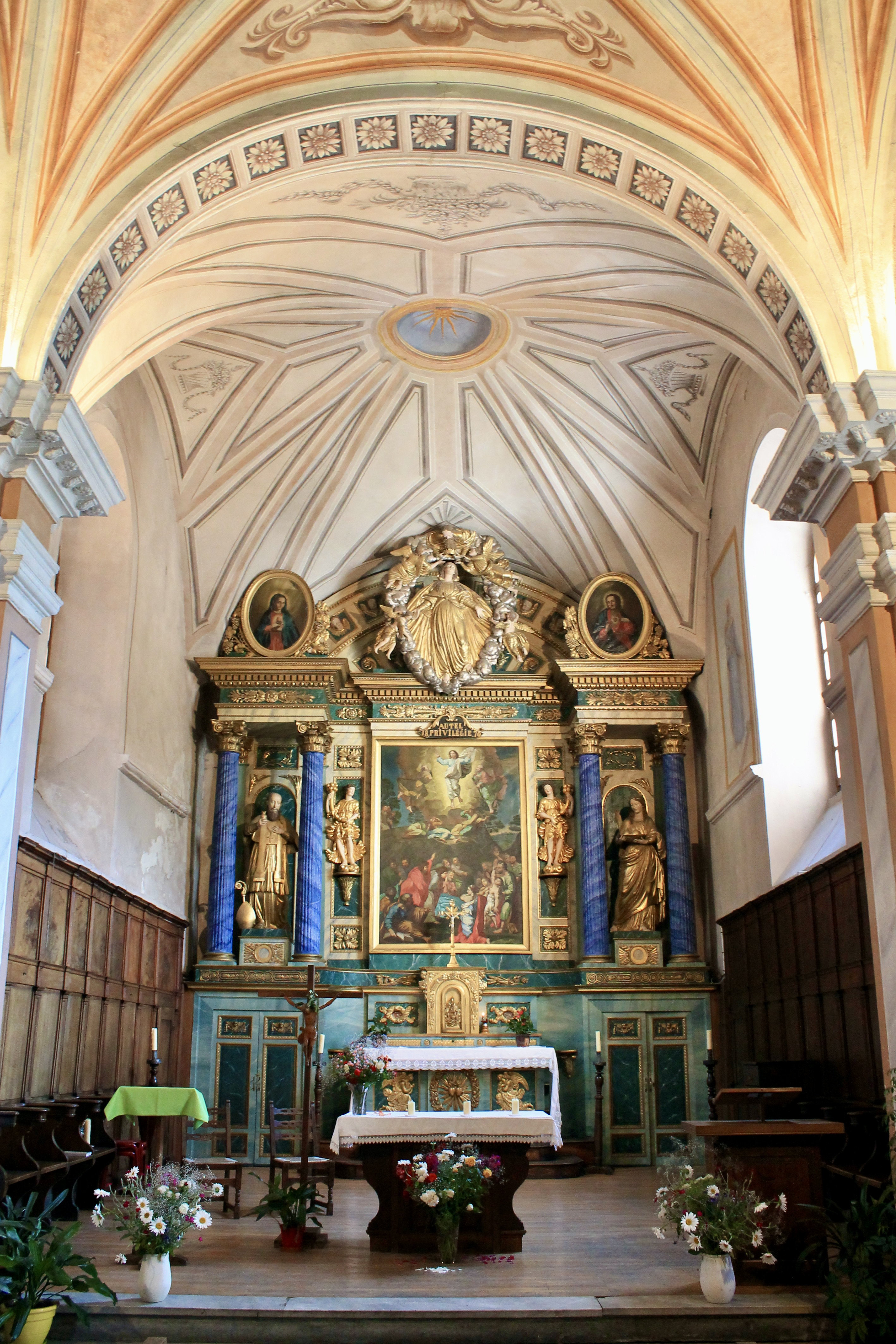
Retable majeur, réalisé par Pedrino (1840).
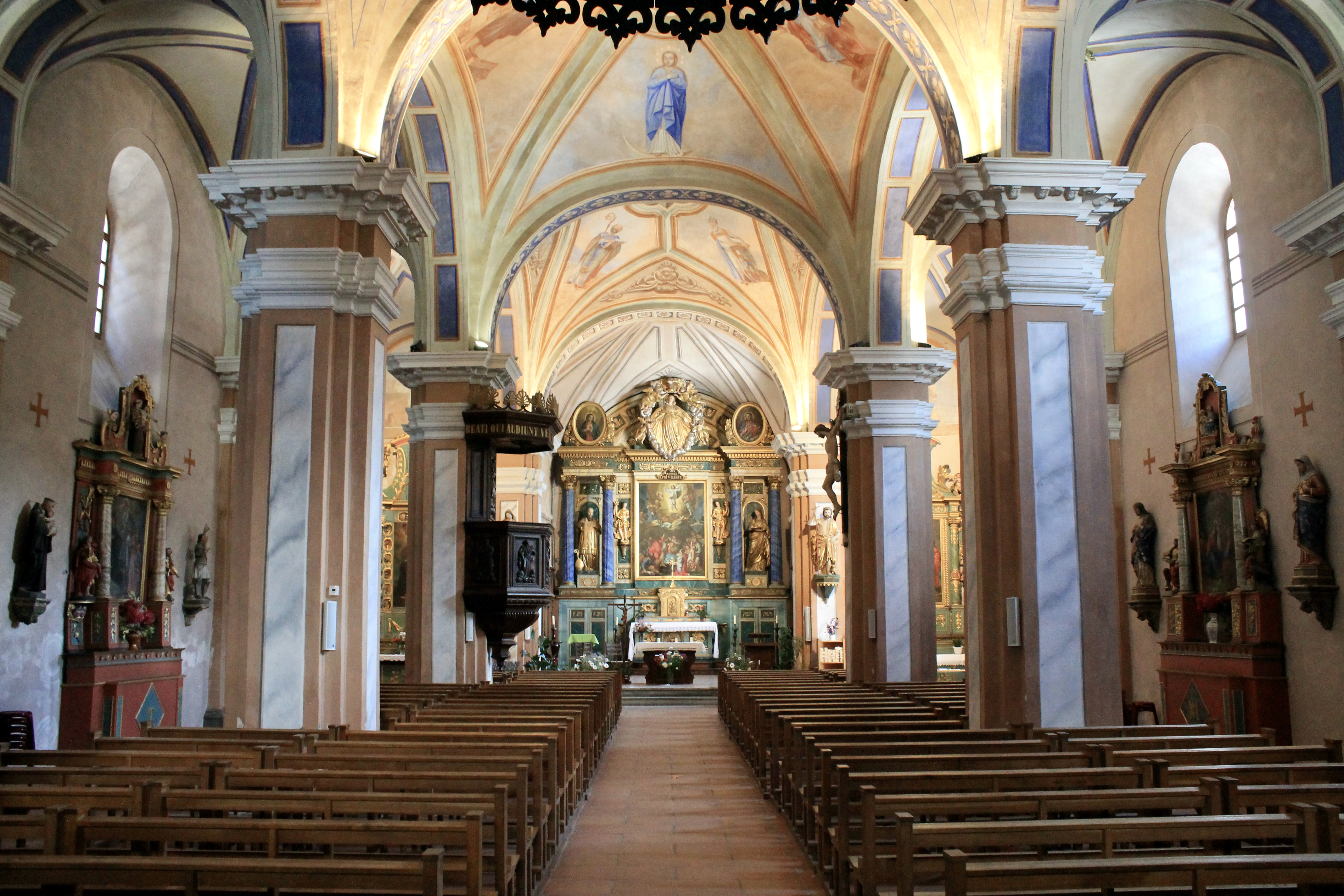
Intérieur de l'église.
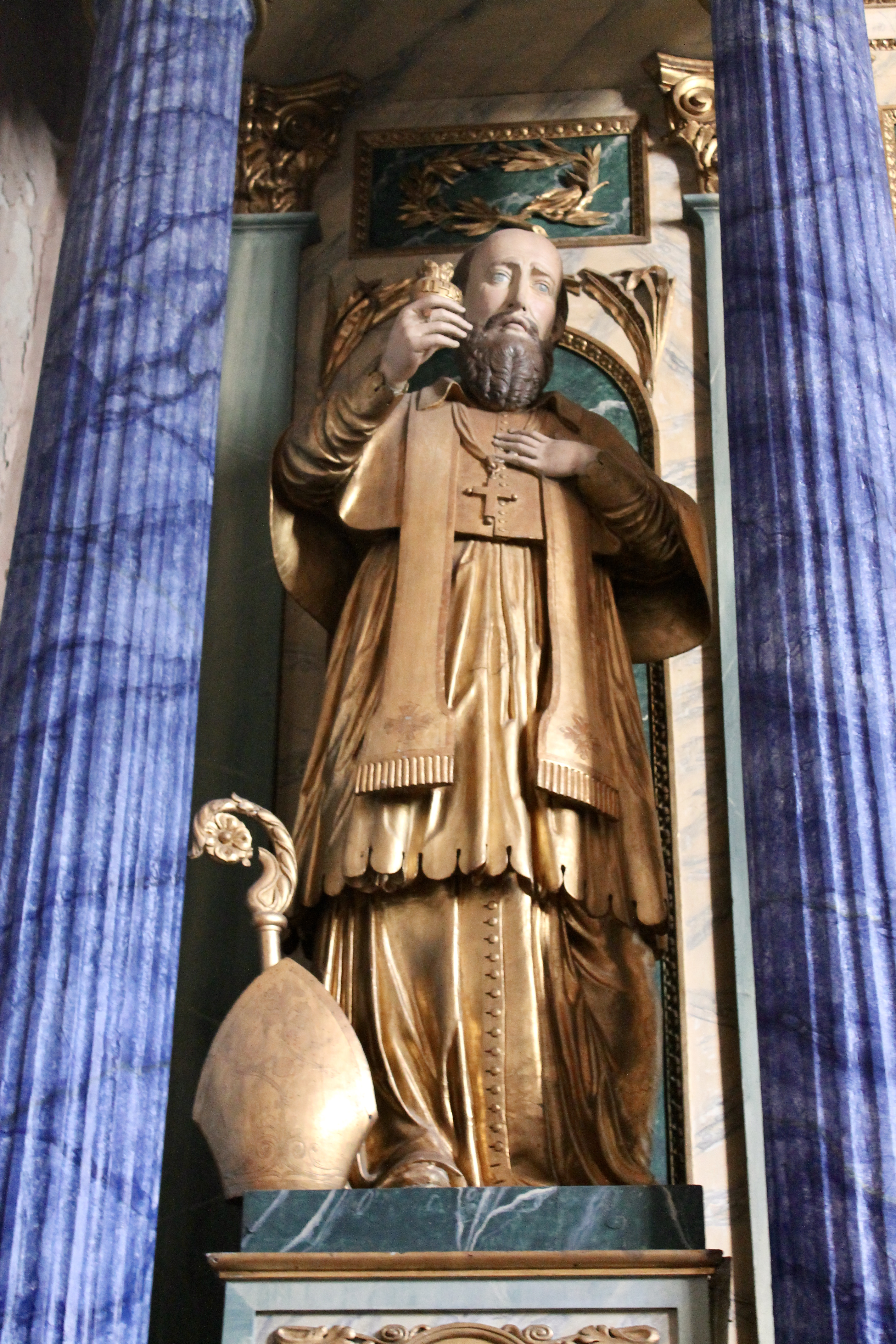
Statue de saint François de Sales, détail du retable.